# فرودگاه گوتاما بودا
فرودگاه گوتاما بودا (به انگلیسی: Gautam Buddha Airport) یک فرودگاه همگانی با کد یاتا BWA است که یک باند فرود آسفالت دارد و طول باند آن ۱۵۱۰ متر است. این فرودگاه در کشور نپال قرار دارد و در ارتفاع ۱۰۹ متری از سطح دریا واقع شده‌است.